# Pajęczynek pomarańczowy
Pajęczynek pomarańczowy (Athelidium aurantiacum (M.P. Christ.) Oberw.) – gatunek grzybów należący do rodziny Stephanosporaceae.

## Systematyka i nazewnictwo
Pozycja w klasyfikacji według Index Fungorum: Cristinia, Stephanosporaceae, Agaricales, Agaricomycetidae, Agaricomycetes, Agaricomycotina, Basidiomycota, Fungi.
Po raz pierwszy opisał go w 1960 r. Mads Peter Christiensen nadając mu nazwę Xenasma aurantiacum. W 1965 r. Franz Oberwinkler przeniósł go do rodzaju Athelidium
Nazwę polską zaproponował Władysław Wojewoda w 1996 r.

## Występowanie i siedlisko
W Polsce jedyne stanowisko do 2024 r. podali W. Wojewoda i inni w 1986 r. w Tatrzańskim Parku Narodowym. Znajduje się na Czerwonej liście roślin i grzybów Polski. Ma status E – gatunek wymierający, którego przeżycie jest mało prawdopodobne, jeśli nadal będą działać czynniki zagrożenia.
Grzyb saprotroficzny. W Polsce notowany w świerkowym lesie na wysokości 1300 m na opadłych igłach świerka, ale w Czechach, Niemczech i Danii podano jego występowanie także w lasach liściastych pod olszami, bukami i wierzbami.